# Trofeu Salvatore Morucci
El Gran Premi Inda és una competició ciclista italiana d'un sol dia i que es disputa anualment a San Martino al Cimino a Viterbo, al Laci. Creada el 1962, de 2007 a 2009, va formar part del calendari de l'UCI Europa Tour.
La cursa ret homenatge a Salvatore Morucci, un ciclista mort en un accident a la carretera.

## Palmarès
| Any  | Vencedor              | Segon             | Tercer                     |
| ---- | --------------------- | ----------------- | -------------------------- |
| 1962 | Sergio Cartoni        |                   |                            |
| 1963 | Maurizio Meschini     |                   |                            |
| 1964 | Fabrizio Carloni      |                   |                            |
| 1965 | Fausto Serafin        |                   |                            |
| 1966 | Carlo Brunetti        |                   |                            |
| 1967 | Angelo Coletti        |                   |                            |
| 1968 | Angelo Coletti        |                   |                            |
| 1969 | Tullio Rossi          |                   |                            |
| 1970 | Lucio Cassi           |                   |                            |
| 1971 | Giovanni Martella     |                   |                            |
| 1972 | Giovanni Martella     |                   |                            |
| 1973 | Giuseppe Fratini      |                   |                            |
| 1974 | Mario Perna           |                   |                            |
| 1975 | Severino Paris        |                   |                            |
| 1976 | Egidio Colatti        |                   |                            |
| 1977 | Claudio Corti         |                   |                            |
| 1978 | Cesare Sartini        |                   |                            |
| 1979 | Giuseppe Lonzoni      |                   |                            |
| 1980 | Giovanni Moro         |                   |                            |
| 1981 | Ennio Salvator        |                   |                            |
| 1982 | Valery Chapligin      |                   |                            |
| 1983 | Pawel Bartkowiak      |                   |                            |
| 1984 | Vladimir Kozarek      |                   |                            |
| 1985 | Franco Canzonieri     |                   |                            |
| 1986 | Antonio Fanelli       |                   |                            |
| 1987 | Eddie Salas           |                   |                            |
| 1988 | Vladimir Pulnikov     |                   |                            |
| 1989 | Angelo Citracca       |                   |                            |
| 1990 | Michele Bartoli       |                   |                            |
| 1991 | Desiderio Voltarel    |                   |                            |
| 1992 | Renato Falcinelli     |                   |                            |
| 1993 | Gianluca Brugnani     |                   |                            |
| 1994 | Mauro Sandroni        |                   |                            |
| 1995 | Andrea Pattuelli      |                   |                            |
| 1996 | Nicola Castaldo       |                   |                            |
| 1997 | Maurizio Vandelli     |                   |                            |
| 1998 | Maurizio Vandelli     |                   |                            |
| 1999 | Giuseppe Bracci       |                   |                            |
| 2000 | Cristian Marianelli   |                   |                            |
| 2001 | Giulio Tomi           |                   |                            |
| 2002 | Maurizio Varini       |                   |                            |
| 2003 | Domenico Quagliarello |                   |                            |
| 2004 | Kanstantsin Siutsou   |                   |                            |
| 2005 | Luigi Sestili         |                   |                            |
| 2006 | Fabio Terrenzio       |                   |                            |
| 2007 | Fabio Terrenzio       | Julián Atehortúa  | Jaroslaw Dabrowski         |
| 2008 | Fabio Taborre         | Dan Craven        | Pavel Kochetkov            |
| 2009 | Alexander Filippov    | Paolo Ciavatta    | Henry Frusto               |
| 2010 | Stefano Di Carlo      | Henry Frusto      | Manuel Francesco Bongiorno |
| 2011 | Fabio Aru             | Stefano Di Carlo  | Gennaro Maddaluno          |
| 2012 | Donato De Ieso        | Alessio Taliani   | Luca Benedetti             |
| 2013 | Francesco Baldi       | Gennaro Minutolo  | Matteo Rotondi             |
| 2014 | Andrea Caccioto       | Michele Corradini | Alberto Stinchelli         |
| 2015 | Paolo Baccio          | Gianmarco Rossi   | Giovanni Loiscio           |